# Campaea perlata
Campaea perlata är en fjärilsart som beskrevs av Achille Guenée 1858. Campaea perlata ingår i släktet Campaea och familjen mätare. Inga underarter finns listade i Catalogue of Life.

## Bildgalleri

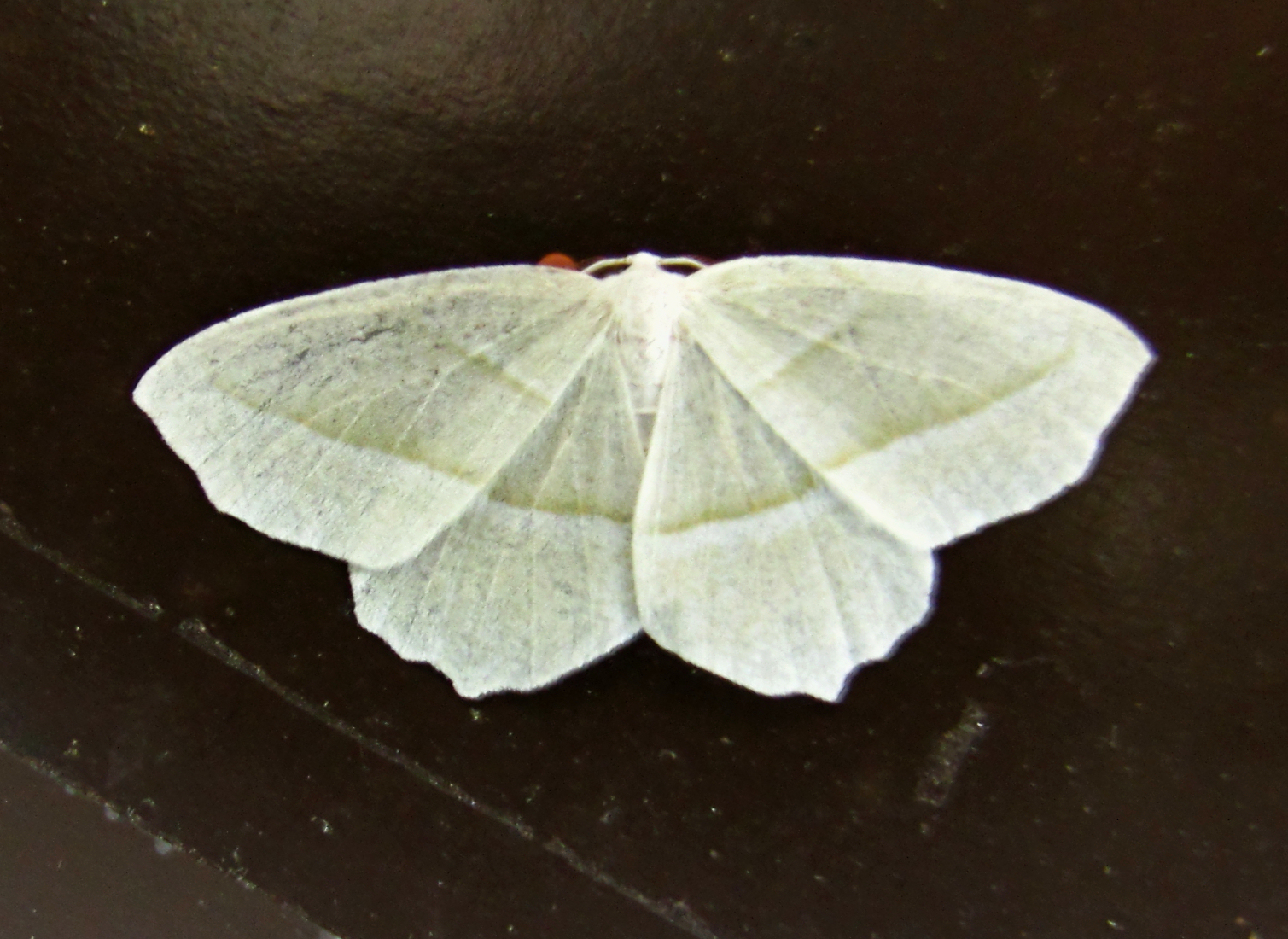